# Taltmajas tjärn
Taltmajas tjärn är en sjö i Nora kommun i Västmanland och ingår i Göta älvs huvudavrinningsområde. Sjön har en area på 0,073 kvadratkilometer och ligger 196 meter över havet. Sjön avvattnas av vattendraget Malälven.

## Delavrinningsområde
Taltmajas tjärn ingår i det delavrinningsområde (660848-144302) som SMHI kallar för Inloppet i Rågrecken. Medelhöjden är 211 meter över havet och ytan är 16,41 kvadratkilometer. Det finns inga avrinningsområden uppströms utan avrinningsområdet är högsta punkten. Malälven som avvattnar avrinningsområdet har biflödesordning 3, vilket innebär att vattnet flödar genom totalt 3 vattendrag innan det når havet efter 347 kilometer. Avrinningsområdet består mestadels av skog (70 procent). Avrinningsområdet har 2,15 kvadratkilometer vattenytor vilket ger det en sjöprocent på 13,1 procent.